# Dème de la Móvri
Le dème de la Móvri, en grec moderne : Δήμος Μόβρης / Dímos Móvris, est un ancien dème du district régional d’Achaïe, en Grèce-Occidentale. Depuis  2010, il est fusionné au sein du dème d'Achaïe-Occidentale.
Selon le recensement de 2011, la population du dème compte 4 605 habitants.
Le dème tire son nom de la Móvri, montagne située sur son territoire.